# Vladimír Kukoľ
Vladimír Kukoľ (* 8. května 1986, Levoča) je slovenský fotbalový záložník, od února 2017 hráč klubu FK Poprad. Mimo Slovensko působil na klubové úrovni v Polsku a Česku.

## Klubová kariéra
Svoji fotbalovou kariéru začal v týmu MŠK Spišské Podhradie, odkud v průběhu mládeže zamířil do mužstva FK Spišská Nová Ves. Následně se vrátil do Spišského Podhradie, kde sbíral své první starty v seniorské kategorii. Následoval přestup do týmu MFK Ružomberok. Před sezonou 2010/11 odešel do Polska, kde hrál postupně za kluby Sandecja Nowy Sącz, Jagiellonia Białystok a Zawisza Bydgoszcz. V létě 2011 se vrátil do vlasti, kde se dohodl na kontraktu s mužstvem TJ Spartak Myjava. V lednu 2014 podepsal 2½roční smlouvu s českým prvoligovým klubem FC Vysočina Jihlava. Jihlava byla po podzimní části sezóny 2013/14 na třinácté příčce ligové tabulky. V Jihlavě jej vedli mj. trenéři Michal Hipp a Michal Bílek (druhého jmenovaného znal již z působení v MFK Ružomberok).

Před ročníkem 2016/17 zamířil po skončení smlouvy s Jihlavou zpět do slovenského týmu TJ Spartak Myjava. S Myjavou si zahrál v 1. předkole Evropské ligy UEFA 2016/17 proti rakouskému celku FC Admira Wacker Mödling (vyřazení Myjavy po remíze 1:1 venku a prohře 2:3 v domácím prostředí).
Po odhlášení A-týmu Myjavy z nejvyšší slovenské ligy se stal k 1. lednu 2017 volným hráčem.
Poté jej pozval na testy trenér FK Poprad František Šturma. S ambiciózním Popradem se hráč dohodl na angažmá.